# Belgerense Watermolen
De Belgerense Watermolen was een watermolen op de Astense Aa bij de buurtschap Belgeren tussen Ommel en Vlierden.
Deze molen bestond waarschijnlijk al in de 14e eeuw. Ze werd voor het eerst vermeld in 1409. In de 16e eeuw was de molen in het bezit van de heren van Deurne. Deze verpachtten in 1695 de molen aan de molenaar van Asten. In 1723 werd de molen aan de Heer van Asten verkocht.
Het betrof een dubbele molen die dus twee raderen had: Aan de Astense zijde was een oliemolen en aan de Vlierdense kant een graanmolen voor het malen van rogge, boekweit en mout. Bovendien bestond er van 1434 tot 1463 een rosmolen. De molen mocht alleen 's winters werken.
De oliemolen was er al in 1456 en heeft tot ongeveer 1600 bestaan.
In het begin van de 19e eeuw begon de molen te vervallen, en na 1829 heeft ze vermoedelijk niet meer gewerkt. Het molenwiel, ontstaan door uitschuring van het water, werd pas in 1962 gedempt, toen de Astense Aa werd gekanaliseerd.
Stroomopwaarts bevond zich de Watermolen van Ruth en stroomafwaarts de Stipdonkse Watermolen.